# バーコリ
バーコリ（イタリア語: Bacoli）は、イタリア共和国カンパニア州ナポリ県にある、人口約2万6000人の基礎自治体（コムーネ）。
ナポリ湾北部に面する。古代都市であるクマエ（現クーマ）やバイアエ（現バイア (it:Baia (Bacoli)) ）、ミセヌム（現ミゼーノ）が領域内にある。

## 地理

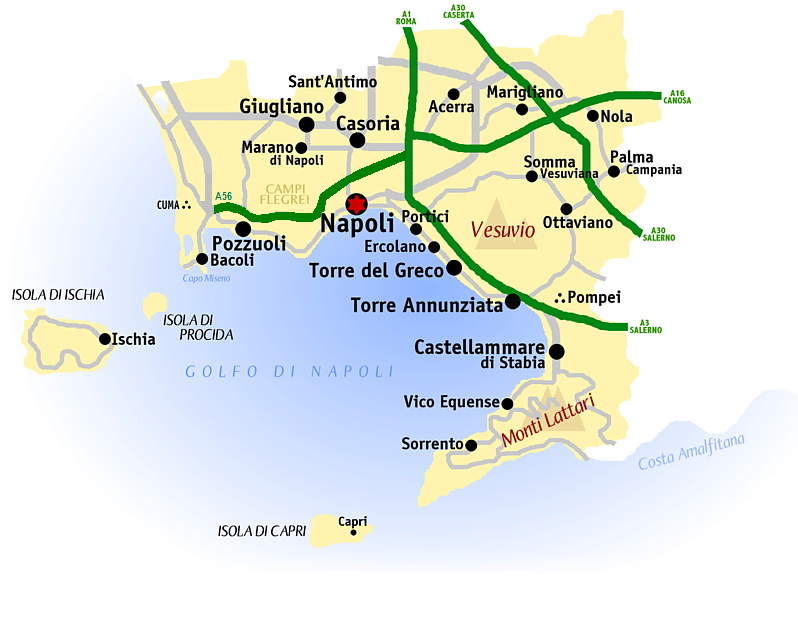
ナポリ県概略図

### 位置・広がり
ナポリ県北東部、フレグレア半島 (it:Penisola flegrea) 先端のナポリ湾側に位置する都市。県都ナポリから西南西へ18km、カゼルタから南西へ38kmの距離にある。市域は東にナポリ湾、西にティレニア海に面する。
| 隣接するコムーネは以下の通り。 - ポッツオーリ - 北東 - モンテ・ディ・プローチダ - 南西 |

## 行政

### 分離集落
以下の分離集落（フラツィオーネ）がある。
- Baia, Capo Miseno, Cappella, Cuma（一部）, Faro, Fusaro, Miliscola, ミゼーノ, Scalandrone, Torregaveta

## 交通

### 鉄道
Ente Autonomo Volturno (EAV)
- クマーナ線 (it:Ferrovia Cumana) 
トッレガヴェータ駅 (it)  - Fusaro - 〔ポッツォーリ - ナポリ・モンテサント〕
- チルクムフレグレア線
トッレガヴェータ - Lido Fusaro - 〔ポッツォーリ - クアルト - ナポリ・モンテサント〕

## 人物

### ゆかりの人物
- ティベリウス - ローマ皇帝。ミセヌムで没
- ハドリアヌス - ローマ皇帝。バイアエで没。